# Otto Liebing
Otto Max Hugo Liebing (født 31. marts 1891 i Berlin, død 7. november 1967 smst.) var en tysk roer.
Liebing roede for Berliner Ruderverein von 1876, og han vandt det tyske mesterskab i firer uden styrmand for klubben i 1911. Han deltog i klubbens otter ved OL 1912 i Stockholm, og Ruderverein-roerne vandt først deres indledende heat mod en ungarsk båd. I kvartfinalen mødte de en anden tysk båd fra Berliner Ruderclub Sport-Borussia, og Ruderverein-båden gik sejrrig ud af dette møde. I semifinalen mødte tyskerne en britisk båd fra Leander Club, som vandt heatet. Leander vandt også finalen mod en anden britisk båd fra New College, Oxford, som var kommet i finalen uden kamp, hvilket betød, at Liebing og hans båd blev nummer tre. De otte øvrige medlemmer af Ruderverein-båden var Max Vetter, Willi Bartholomae, Fritz Bartholomae, Werner Dehn, Max Bröske, Rudolf Reichelt, Hans Matthiae og styrmand Kurt Runge.
Liebing vandt desuden det tyske mesterskaber med Ruderverein-otteren i 1912, mens båden blev nummer tre i 1913. I 1920 blev han tysk mester i toer uden styrmand.

## OL-medaljer
- 1912:  Bronze i otter